# Golf van Leyte
De golf van Leyte is het deel van de zee ten oosten van het Filipijnse eiland Leyte. De golf beslaat ongeveer 130 kilometer van noord naar zuid en 60 kilometer van oost naar west en wordt behalve door het eiland Leyte begrensd door het eiland Samar in het noorden, de Filipijnenzee in het oosten, Dinagat in het zuidoosten en het eiland Mindanao in het zuiden. Bij de oostelijke toegang tot de golf liggen het eiland Homonhon en de Suluan-eilanden. In de Tweede Wereldoorlog vond in deze wateren de Slag in de Golf van Leyte plaats. De winst in deze grootste slag van de Tweede Wereldoorlog, stelde de geallieerden in staat om met B-29's vanuit de eilanden Japan te bombarderen.